# Генфорд (Вашингтон)
Генфорд (англ. Hanford, |ˈhænfərd |) — колишнє містечко в окрузі Бентон, у штаті Вашингтон.

## Історія
Місто Генфорд було засноване 1907 року і свого розквіту досягло у 1925 році. У місті були готель, банк, початкова та вища школи. 1943 року територія міста була експропрійована урядом США. Всі будівлі були знесені, за винятком будівлі Генфордської вищої школи. В цьому будинку розмістилося управління будівельних робіт Генфордського комплексу.
Все населення міста, разом з населенням сусіднього міста Вайт Блафс, у 1943 році виселили для будівництва на цьому місці Генфордського комплексу — підприємства з виробництва радіоактивних матеріалів для американської програми виробництва ядерної зброї (Мангеттенський проєкт). На місці тодішнього міста тепер розміщений сектор «100F» Генфордського комплексу.
| США | Це незавершена стаття з географії США. Ви можете допомогти проєкту, виправивши або дописавши її. |